# SMPレーシング

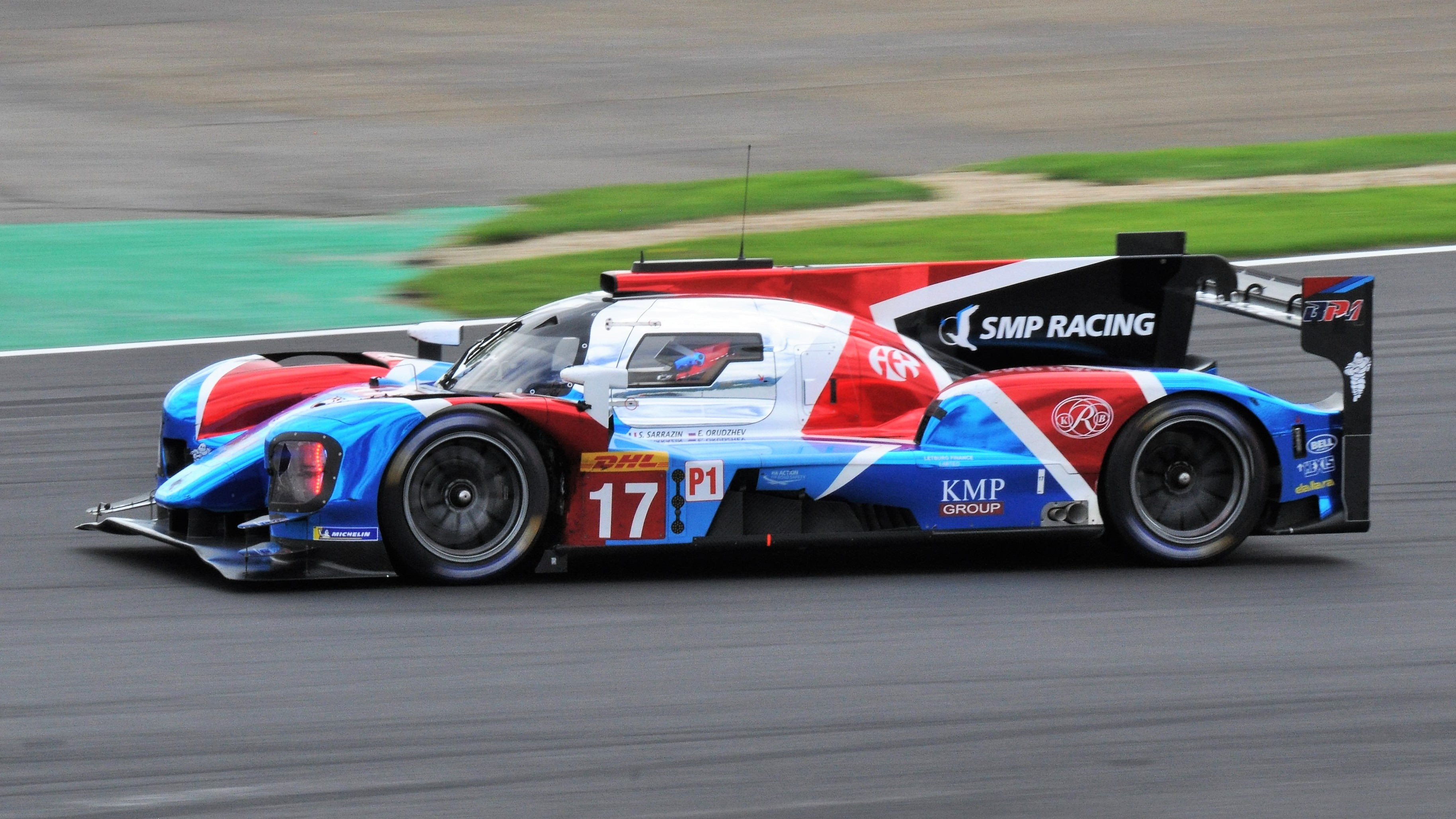
2018年 BRエンジニアリング・BR1

SMPレーシング は、2013年にボリス・ロマノヴィチ・ローテンベルクによって設立された、彼がオーナーを務めるロシアのSMP銀行をスポンサーとするモータースポーツの耐久レースのチームである。

## 概要
SMPレーシングの目標は、ロシア人ドライバーの新しい才能を育成して、レースでそのパフォーマンスを見せることである。SMPレーシングは世界各地のレースシリーズに参戦するロシア人ドライバーを財政面で支援しており、2018年のF1世界選手権に参戦したセルゲイ・シロトキンもその中に含まれている。チームのトレーニングセンターは、フランス南東部のル・リュックに置いている。2018年現在は元F1ドライバーのミカ・サロがスポーティングディレクターを務める。
2014年11月に、チームは最初の自社製のレースカーであるBR01を公開し 、2015年のヨーロピアン・ル・マン・シリーズにデビューさせている。
2018年からは、BR01の後継となる新型レースカー、BR1を開発し2018-19年のWEC、LMP1クラスに参戦。4月27日、ミカエル・アレシンとビタリー・ペトロフのチームメイトとして、2009年F1チャンピオンのジェンソン・バトンをレギュラードライバーとして起用する事を発表した。バトンがレギュラードライバーとして参戦しているSUPER GT第2戦富士と日程の重なる第1戦スパ・フランコルシャンは欠場するため、第2戦ル・マン24時間がバトンのデビュー戦となった。

## 参戦したレースの選手権
- 2018-19年のFIA 世界耐久選手権
- 2017年のヨーロピアン・ル・マンシリーズ
- 2016年のFIA 世界耐久選手権
- 2015年のFIA 世界耐久選手権
- 2015年のヨーロピアン・ル・マン・シリーズ
- 2014年のFIA 世界耐久選手権
- 2014年のヨーロピアン・ル・マン・シリーズ
- 2013年のヨーロピアン・ル・マン・シリーズ